# 大杖子镇
大杖子镇，是中华人民共和国河北省承德市兴隆县下辖的一个乡镇级行政单位。

## 行政区划
大杖子镇下辖以下地区：
高杖子村、桥木梁村、车河堡村、南道村、车河梁村、西大山村、西化鱼沟村、山村、大冰沟村、柳河口村、车河口村、大杖子村、石佛村、关杖子村、小杨树沟村、姜家庄村、邢杖子村、郝家营村、东化鱼沟村和永合堂村。